# Batalha de Saigon (1968)
A Primeira Batalha de Saigon, travada durante a Ofensiva do Tet na Guerra do Vietnã, foi o ataque coordenado das forças comunistas, incluindo o Exército Norte-Vietnamita e dos vietcongue, contra Saigon, a capital do Vietnã do Sul.

## Antecedentes
No final de janeiro de 1968, as forças vietcongues lançaram a Ofensiva do Tet, atacando posições dos EUA e do Vietnã do Sul em todo o Vietnã do Sul.
Saigon era o principal ponto focal da ofensiva, mas uma tomada total da capital não era pretendida nem viável. Eles tinham seis alvos principais: o complexo do Estado-Maior Conjunto da ARVN, próximo ao Aeroporto Internacional Tan Son Nhat, o Palácio da Independência, a embaixada dos EUA, a Base Aérea de Tan Son Nhut, o Quartel-General Naval de Long Binh e a Estação Nacional de Rádio.

## Batalha

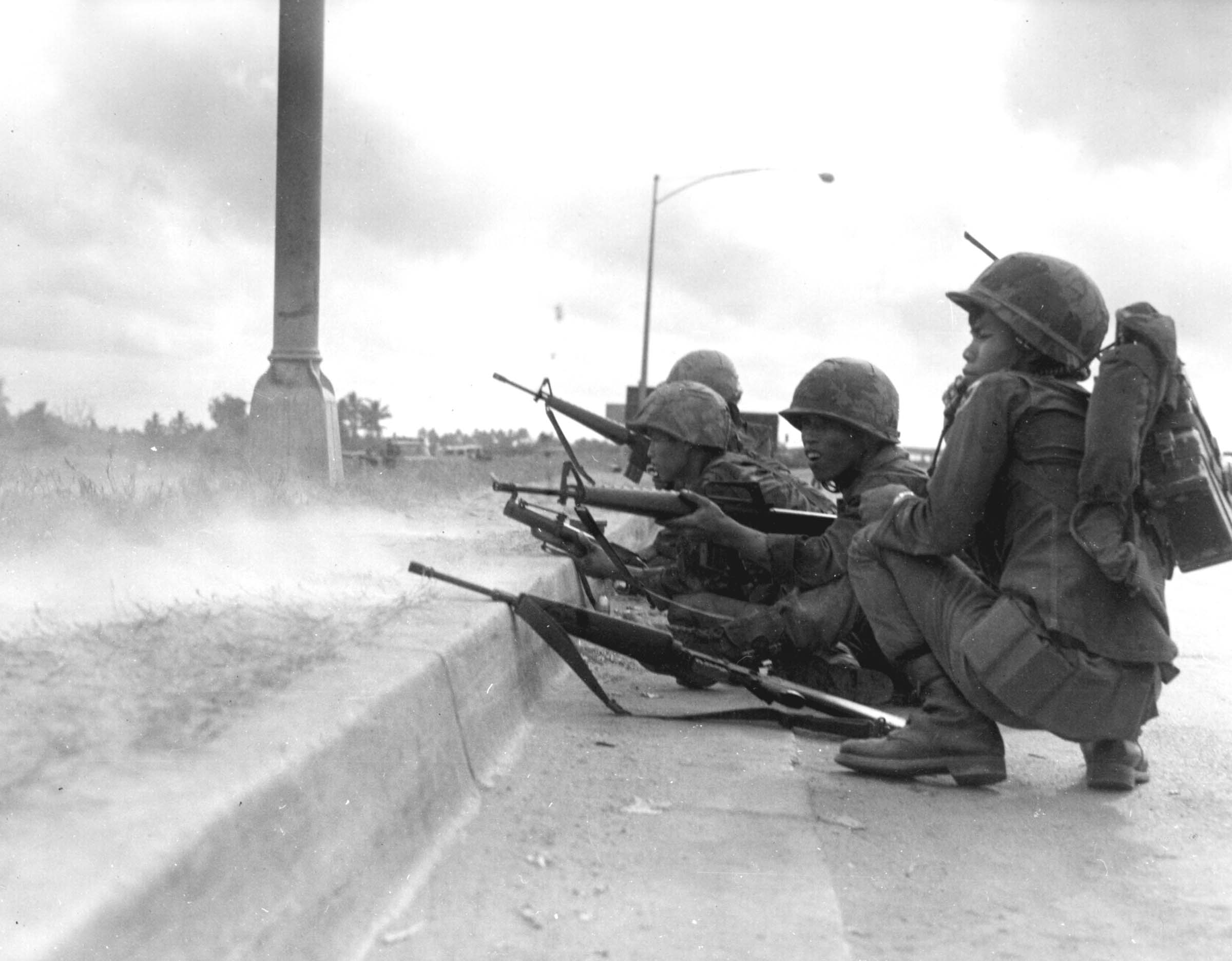
Rangers do Exército do Vietnã do Sul defendendo Saigon

As forças vietcongues lançaram 35 batalhões em Saigon. Batalhões de sapadores e as forças locais atacaram o Palácio Presidencial, a Estação Nacional de Rádio, a Embaixada dos EUA e outros alvos importantes, enquanto isso a capital era defendida por tropas do Vietnã do Sul em sua maioria e pela polícia local.

## Fotografia de Adams
A luta em Saigon produziu uma das imagens mais famosas da Guerra do Vietnã, a imagem do fotógrafo Eddie Adams da execução sumária de um prisioneiro do VC em 1º de fevereiro de 1968. Nguyễn Văn Lém foi capturado pela polícia nacional sul-vietnamita, que o identificou como o capitão de um pelotão de assassinato e vingança e o acusou de assassinar as famílias de policiais. Ele foi levado perante o Brigadeiro-General Nguyễn Ngọc Loan, o chefe da Polícia Nacional, que o interrogou brevemente. Loan então sacou sua arma e atirou no prisioneiro. Os motivos de Nguyễn podem ter sido pessoais; um subordinado lhe disse que o suspeito havia matado seus seis afilhados e um major da polícia que era ajudante de campo de Loan e um de seus amigos mais próximos, incluindo também a família do major.
Presentes no tiroteio estavam Adams e uma equipe de notícias da NBC . A fotografia apareceu nas primeiras páginas do mundo todo e ganhou o Prêmio Pulitzer de Fotografia de Notícias Spot,  um prêmio World Press Photo , bem como sete outros prêmios. O filme da NBC foi exibido no Huntley-Brinkley Report e em outros lugares, em alguns casos o filme mudo embelezado com o efeito sonoro de um tiro. O general Westmoreland escreveu mais tarde: "A fotografia e o filme chocaram o mundo, um incidente isolado de crueldade em uma guerra amplamente cruel, mas um golpe psicológico contra os sul-vietnamitas".

## Consequências
No início de fevereiro, o alto comando comunista percebeu que nenhum de seus objetivos militares estava sendo atingido e suspendeu quaisquer novos ataques a posições fortificadas. Combates esporádicos continuaram em Saigon até 8 de março. Algumas áreas da cidade foram gravemente danificadas pelos combates e, em particular, pelos ataques aéreos e de artilharia retaliatórios dos EUA. O distrito chinês de Cholon foi o mais afetado, com talvez centenas de civis mortos nos contra-ataques americanos.
Conforme citado no livro de Spector, "De janeiro a julho de 1968, a taxa geral de homens mortos em combate no Vietnã atingiria um recorde histórico e ultrapassaria a taxa da Guerra da Coreia e dos teatros de operações do Mediterrâneo e do Pacífico durante a Segunda Guerra Mundial. Esta foi verdadeiramente a fase mais sangrenta da Guerra do Vietnã, bem como a mais negligenciada."

## Links externos
- Saigon Target Zero: Documentário da RVN sobre a Batalha de Saigon (1968)

1. ↑  Winslow, Donald R. (April 19, 2011). «The Pulitzer Eddie Adams Didn't Want». The New York Times. Consultado em 5 July 2018 Verifique data em: |acessodata=, |data= (ajuda)
2. ↑  «1968 Eddie Adams SN1». World Press Photo. Consultado em 5 July 2018 Verifique data em: |acessodata= (ajuda)